# Pieni Kuusijärvi
Pieni Kuusijärvi är en sjö i Finland. Den ligger i kommunen Kuhmo i landskapet Kajanaland, i den östra delen av landet, 500 km nordost om huvudstaden Helsingfors. Pieni Kuusijärvi ligger 217 meter över havet. Den är 1,8 meter djup. Arean är 10 hektar och strandlinjen är 1,42 kilometer lång. Sjön  ingår i Uleälvens huvudavrinningsområde. 